# Mayflower (comédie musicale)
Pour les articles homonymes, voir Mayflower (homonymie).
Mayflower est une comédie musicale d'Éric Charden sur un livret de Guy Bontempelli,. Le spectacle est créé 12 décembre 1975  au Théâtre de la Porte Saint-Martin à Paris.

## Synopsis
La comédie musicale raconte l'histoire du vaisseau Mayflower, emportant vers le Nouveau Monde, en 1620, les premiers émigrants britanniques.

## Chronologie

### 1975
La comédie musicale a été présentée en avant-première mondiale 10 décembre 1975, devant 3600 spectateurs dont le Président Ford puis jouée avec succès pendant deux ans au théâtre de la Porte-Saint-Martin.
Cette œuvre compte 17 morceaux. Il en a été tiré un double album 33 tours édité par Discodis / Charles Talar Records et un 45 tours avec en face A Tout va commencer et en face B Le Coton chez Charles Talar Records.
Parmi les interprètes du spectacles, outre Stone, mariée à Eric Charden et dont elle va divorcer lors des répétitions, on trouve des personnalités qui poursuivront une carrière dans les arts du spectacle, la chanson ou à la télévision telles que Franck-Olivier Bonnet, Christine Delaroche, Michel Elias, Roddy Julienne, Grégory Ken, Jonathan Kerr, Roland Magdane, Roger Miremont, Patrick Topalof, Pascale Rivaud et Violette Vial.
L'œuvre est adaptée en Allemand et créée, le 2 décembre 1977 à Vienne au Theater an der Wien, avec une mise en scène de Francis Morane. Le livret a été traduit par le metteur en scène et acteur autrichien Rolf Kutschera. Dans la distribution, on trouve Christine Delaroche et Erich Schleyer (de).

### 1996
En 1996, une seconde version de la comédie musicale est montée au Bataclan par Éric Charden, Jean-Claude Petit avec un nouveau livret et des arrangements de Pierre Marie. Parmi les interprètes figurent Alain Wilmet, Stéphanie Pillonca-Kervern, et Aurélie Saada et qui débutent sur scène,,. Un CD édité par Versailles SI est pressé en janvier 1996, il contient 9 titres.